# خليل شحرور
خليل شحرور (1940-2017)؛ شاعر زجل لبناني.

## عنه
ولد في العام 1940 في قرية هونين في فلسطين.

## شعره
بدأ في نظم الشعر الزجلي وهو في السابعة أو الثامنة من عمره..ثم هاجرت عائلته من هونين إلى شحور نتيجة الاحتلال الإسرائيلي فدرس في مدرستها.

وكانت شحور في ذاك الزمن بلدة مميزة بالشعر والشعراء، وفيها بعض المشهورين من أمثال محمد محمود الزين وغيرهم، مما أثّر في بناء شخصيته الشعرية وصقل مواهبه الزجلية.

أول حفلة منبرية أحياها كانت عام 1959 في التاسعة عشرة من عمره. وكانت في بيروت على الدورة في كازينو طانيوس، مع محمد محمود الزين، ورفعت مبارك من بعلبك وأحمد محمد شعيب من بلدة الشرقية جنوب لبنان.

## عمله
ظلّ خليل شحرور يتعامل مع الزجل كهاو، فلم يعش منه كمهنة. واسس سلسة مطاعم باسمه منتشرة في أرجاء عدة من المنطقة العربية.

## الجوقات الزجلية
غنّى الزجل مع جوقات عديدة ذات المستوى الرفيع مثل «المنتخب الفني» مع طانيوس الحملاوي، و«خلود الفن» مع السيد محمد مصطفى، وأحيا حفلات مع جريس البستاني وطليع حمدان ومع الزغلول وزين شعيب وأسعد سعيد وحتى مع خليل روكز.
عُرف عنه بانه شاعر مسيّس. وهذا اللون فرض نفسه عليه منذ البداية. إضافة إلى طابع الوجدانيات الذي هو صفة غالبة عنده أيضاً.

## نقابة شعراء الزجل في لبنان
في العام 1983 استطاع مع مجموعة من الشعراء الاستحصال على ترخيص لتأسيس نقابة تجمع شعراءالزجل في لبنان، وتم عقد أول جمعية عمومية في العام 1993، وأجريت انتخابات لهيئة مجلس الإدارة وقد ضمت كبارا في عالم الزجل في لبنان وانتخب على أثرها خليل شحرور نقيبا لشعراء الزجل في لبنان.

## الوفاة
توفي الشاعر في 8 ديسمبر كانون الأول 2017.